# Độ phân giải màn hình 8K

Biểu đồ so sánh

Độ phân giải màn hình 8K là độ phân giải cao nhất của truyền hình độ nét cực cao (UHDTV) tồn tại trong truyền hình kỹ thuật số và điện ảnh kỹ thuật số. 8K đề cập đến độ phân giải ngang của các định dạng, mà tất cả đều về trình tự của 8.000 pixel, hình thành các tổng kích thước hình ảnh (7680 × 4320).  8K là một độ phân giải màn hình hiển thị có thể là sự kế thừa cuối cùng cho độ phân giải 4K. 1080p là tiêu chuẩn chính FHD hiện nay, với các nhà sản xuất TV 4K để trở thành một tiêu chuẩn mới năm 2017, mặc dù tính khả thi của một quá trình chuyển đổi nhanh chóng như vậy cũng như sự cần thiết thực tế của một tiêu chuẩn mới là có vấn đề 
Một lợi thế của màn hình độ phân giải cao như 8K là có mỗi điểm ảnh là không thể phân biệt khác với mắt người từ một khoảng cách rất gần. Trên một màn hình kích thước 52 inch 8K, hiệu ứng này có thể đạt được trong một khoảng cách 50,8 cm (20 inches) từ màn hình, và trên 92 inch trong màn hình ở 91,44 cm (3 feet). Một mục đích thực tế của giải pháp này là kết hợp với một cắt xén kỹ thuật được sử dụng trong chỉnh sửa phim. Điều này cho phép các nhà làm phim, đóng phim ở độ phân giải cao như 8K, với một ống kính góc rộng, hoặc ở một khoảng cách xa hơn từ một đối tượng nguy hiểm, có ý định để phóng to và cây trồng bằng kỹ thuật số trong sản xuất hậu kỳ, một phần của hình ảnh ban đầu để phù hợp với một nhỏ hơn độ phân giải như các tiêu chuẩn công nghiệp hiện hành đối với Truyền hình độ nét cao (1080p, 720p & 480p).
Vài máy quay video có khả năng quay phim trong 8K, với NHK là một trong những công ty duy nhất đã tạo ra một camera phát sóng nhỏ với một 8K cảm biến hình ảnh Sony và Công ty máy ảnh Red Digital Cinema đều làm việc để mang lại cảm biến lớn hơn 8K trong nhiều máy ảnh của họ trong những năm tới Mặc dù độ phân giải màn hình 8K sẽ không có trong một sớm một chiều vì lý do chính các nhà làm phim đang đẩy mạnh cho máy ảnh 8K là để có được tốt hơn 4K. Thông qua một quá trình, sử dụng độ phân giải hình ảnh cao hơn 8K đến 4K có thể tạo ra một hình ảnh sắc nét với màu sắc phong phú hơn so với một máy ảnh 4K sẽ có thể đạt được của riêng mình với một bộ cảm biến có độ phân giải thấp hơn.

## Lịch sử

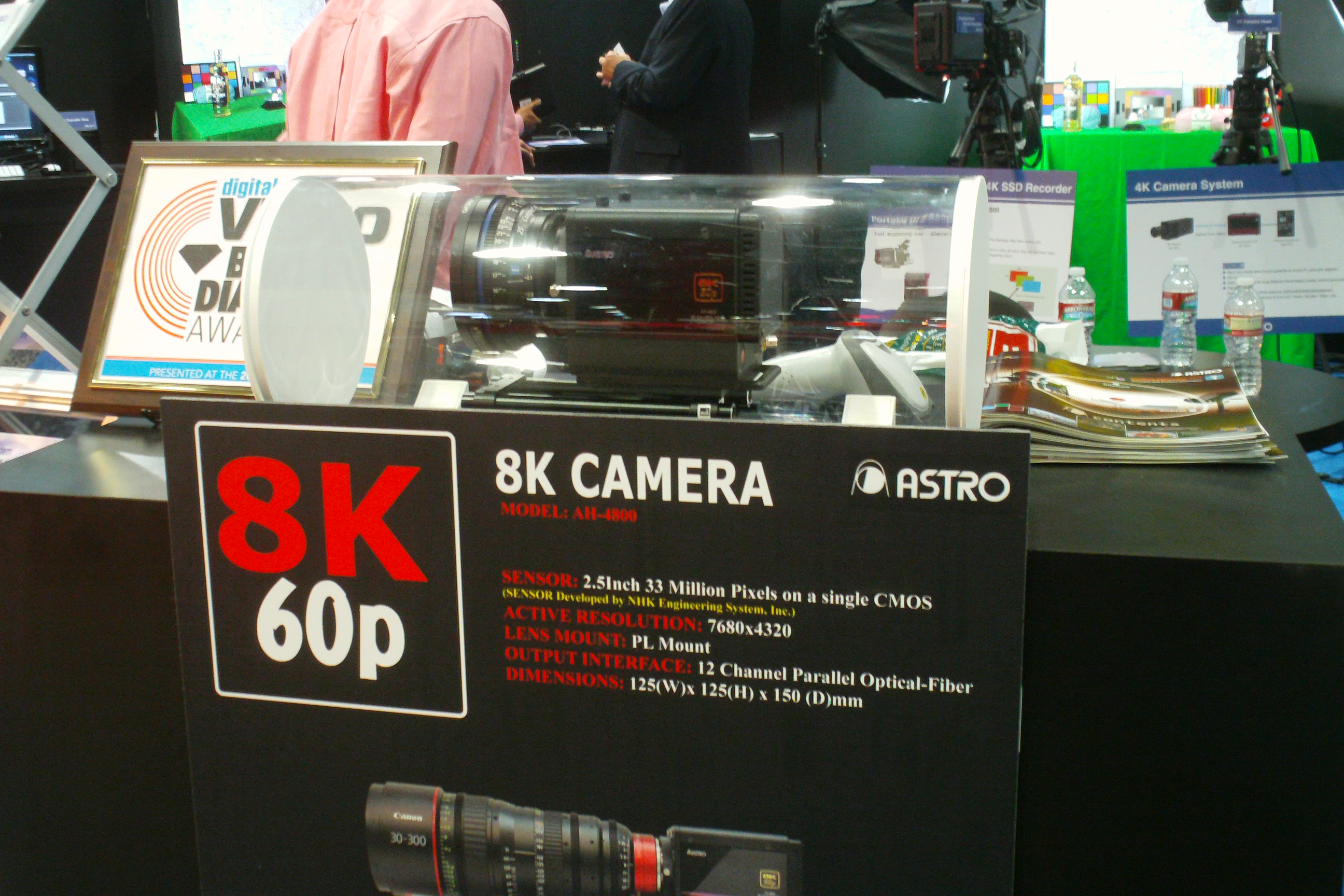
Astro Design camera 8K được trưng bày tại 2013 NAB Hiện

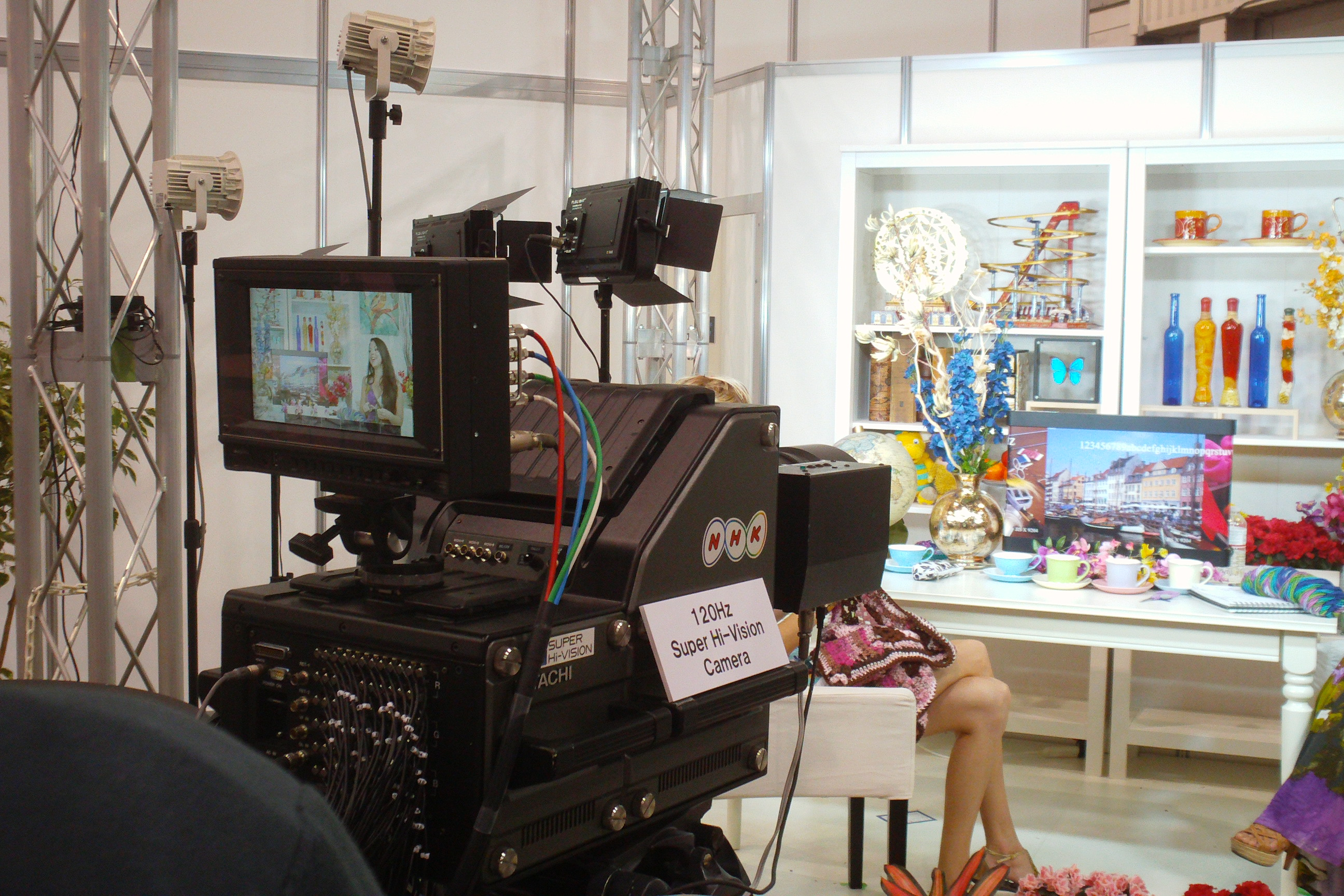
NHK và Hitachi chứng minh camera 8K của họ tại 2013 NAB Hiện

Ngày 06 tháng 1 năm 2015, các MHL Consortium đã công bố việc phát hành của superMHL đặc điểm kỹ thuật mà sẽ hỗ trợ độ phân giải 8K tại 120 fps, 48-bit video, các không gian màu Rec. 2020, hỗ trợ dải động cao HDR, một kết nối superMHL 32-pin thể đảo ngược, và có sạc điện lên đến 40 watt.

### Máy ảnh đầu tiên
Ngày 06 Tháng 4 năm 2013, Astro Design công bố AH-4800, có khả năng quay độ phân giải 8K.

### Phần mềm
Một máy 8K scan / 4K trung gian kỹ thuật số phục hồi củaLawrence of Arabia đã được thực hiện cho Blu-ray và sân khấu tái phát hành trong năm 2012 bởi Sony Pictures để chào mừng kỷ niệm lần thứ 50 của bộ phim. Theo Grover Crisp, điều hành VP phục hồi Sony Pictures, mới 8K quét có độ phân giải cao như vậy mà khi kiểm tra, cho thấy một loạt các đường đồng tâm tốt trong một mô hình "gợi nhớ đến một dấu vân tay" gần đầu của khung. Điều này được gây ra bởi các nhũ tương phim nóng chảy và nứt trong cái nóng sa mạc trong sản xuất. Sony đã phải thuê một bên thứ ba để giảm thiểu hoặc loại bỏ các đồ tạo tác gợn sóng trong phiên bản mới được phục hồi.
Ngày 17 tháng 5 năm 2013, các Viện Franklin chiếu To Space And Back, một Video 8K × 8K, có tốc độ khung hình 60fps, là video 3D chạy khoảng 25 phút. Trong thời gian chạy đầu tiên của mình tại Fels Planetarium nó đã được phát ở chất lượng 4K, 60 fps

## Các độ phân giải
| 1080 × 4320 | 21:9  | 43.5 megapixels |
| 8192 × 4320 | ~17:9 | 35.4 megapixels |
| 7680 × 4320 | 16:9  | 33.2 megapixels |
| 8192 × 5120 | 16:10 | 41.9 megapixels |
| 8192 × 8192 | 1:1   | 67.1 megapixels |

8K FUHD là độ phân giải 7680 × 4320 (33,2 megapixel) và là một trong hai độ phân giải của truyền hình độ nét cực cao, kia là 4K UHD. INăm 2013, một truyền năng lực mạng lưới của mình để làm HDTV độ phân giải bị giới hạn bởi internet tốc độ và dựa trên truyền hình vệ tinh để truyền tải dữ liệu tốc độ cao. Nhu cầu dự kiến sẽ đẩy việc áp dụng nén video tiêu chuẩn và đặt áp lực đáng kể trên các mạng truyền thông vật lý trong tương lai gần.
8K FUHD gấp bốn lần so với độ phân giải ngang và dọc của 1080p định dạng HDTV, gấp mười sáu lần so với những điểm ảnh tổng thể..

## Màn ảnh vòm rộng 8K

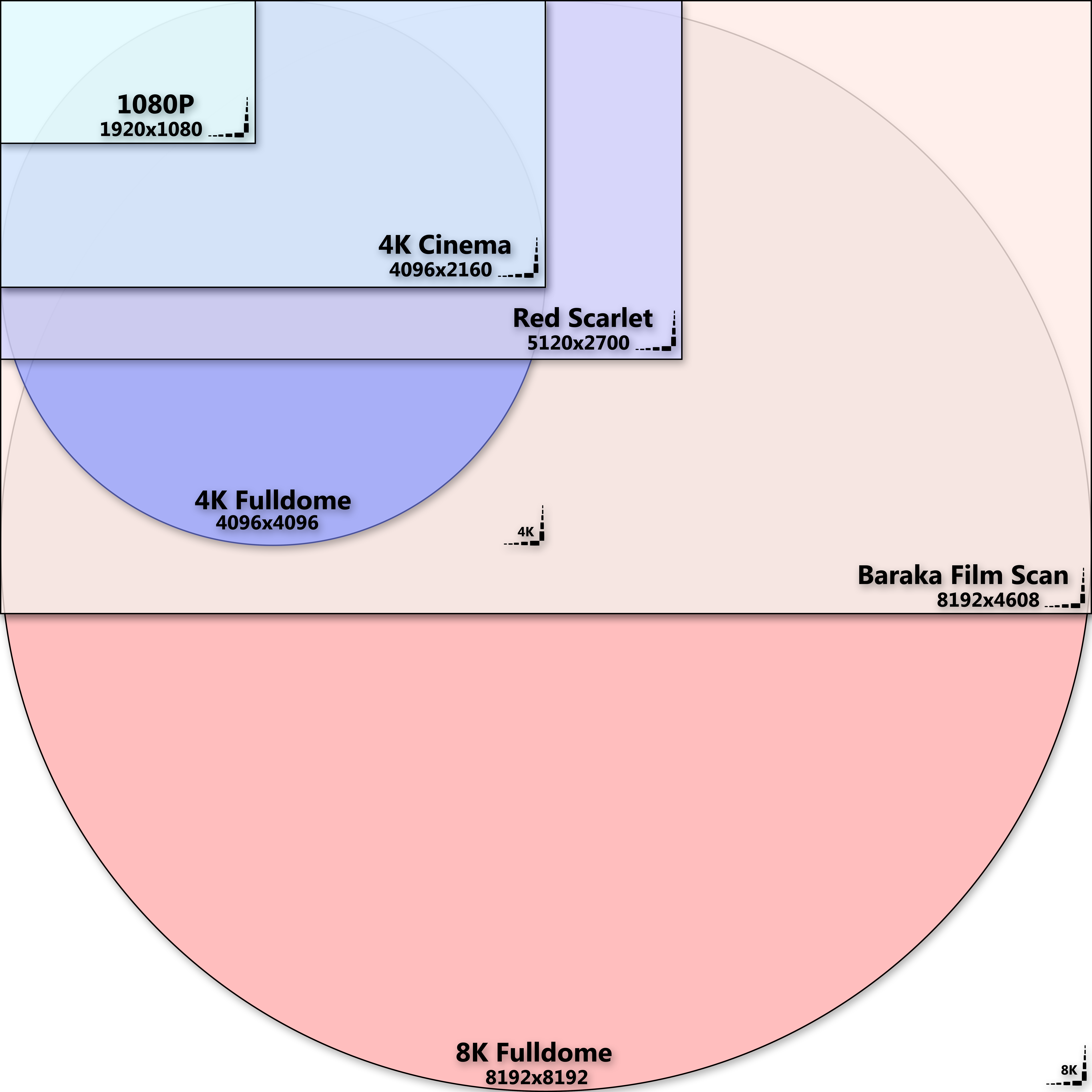
Biểu đồ này cho thấy sự khác biệt tỷ lệ quy mô từ 1080p (1920 × 1080 pixel) để 8K × 8K Màn ảnh vòm rộng

Màn ảnh vòm rộng 8K là độ phân giải 8192 × 8192 (67,1 megapixel) và độ phân giải của bán cầu màn ảnh vòm rộng chiếu hiện đại tại rạp thường thấy ở planetaria. Dự án màn ảnh vòm rộng 8K  hơn gấp 4 lần chiều rộng và hơn gấp 7,5 lần so với độ phân giải cao của định dạng 1080p HDTV, và gấp 32 lần số điểm ảnh tổng thể.

## Thiết bị

### TV/Màn hình
- TV 85 in 8K LCD của Sharp, độ phân giải 7680 × 4320 - International Consumer Electronics Show (CES) 2012
- Panasonic's 145 in 8K LCD, độ phân giải 7680×4320 - Internationale Funkausstellung Berlin (IFA) 2012
- LG's 98 in 8K LCD TV, độ phân giải 7680×4320 - Internationale Funkausstellung Berlin (IFA) 2014
- Samsung's 110 in 8K 3D LCD TV, độ phân giải 7680 × 4320 - International Consumer Electronics Show (CES) 2015

### Máy ảnh
- AH-4800, một camera có khả năng ghi hình ở độ phân giải 8K. Ra mắt bởi Astro Design vào ngày 6 tháng 4 năm 2013.

### Màn ảnh vòm rộng
- Rạp chiếu phim Definiti 8K,  độ phân giải 8192×8192 (apu)